# Ručníček
Ručníček (v anglickém originále Towelie) je osmý díl amerického animovaného televizního seriálu Městečko South Park.  Premiéru měl 8. srpna 2001 na americké televizní stanici Comedy Central.

## Děj
Stan, Kyle, Kenny a Cartman dostanou novou herní konzoli a nechtějí dělat nic jinýho, než hrát hru. Pak ale potkají Ručníčka, geneticky upravený stroj, který má svou speciální schopnost, a tou je zakouřit si marihuanu. Vláda za výměnu za Ručníček ukradne dětem jejich hru Game Sphere 2001.